# Gomółka (ser)

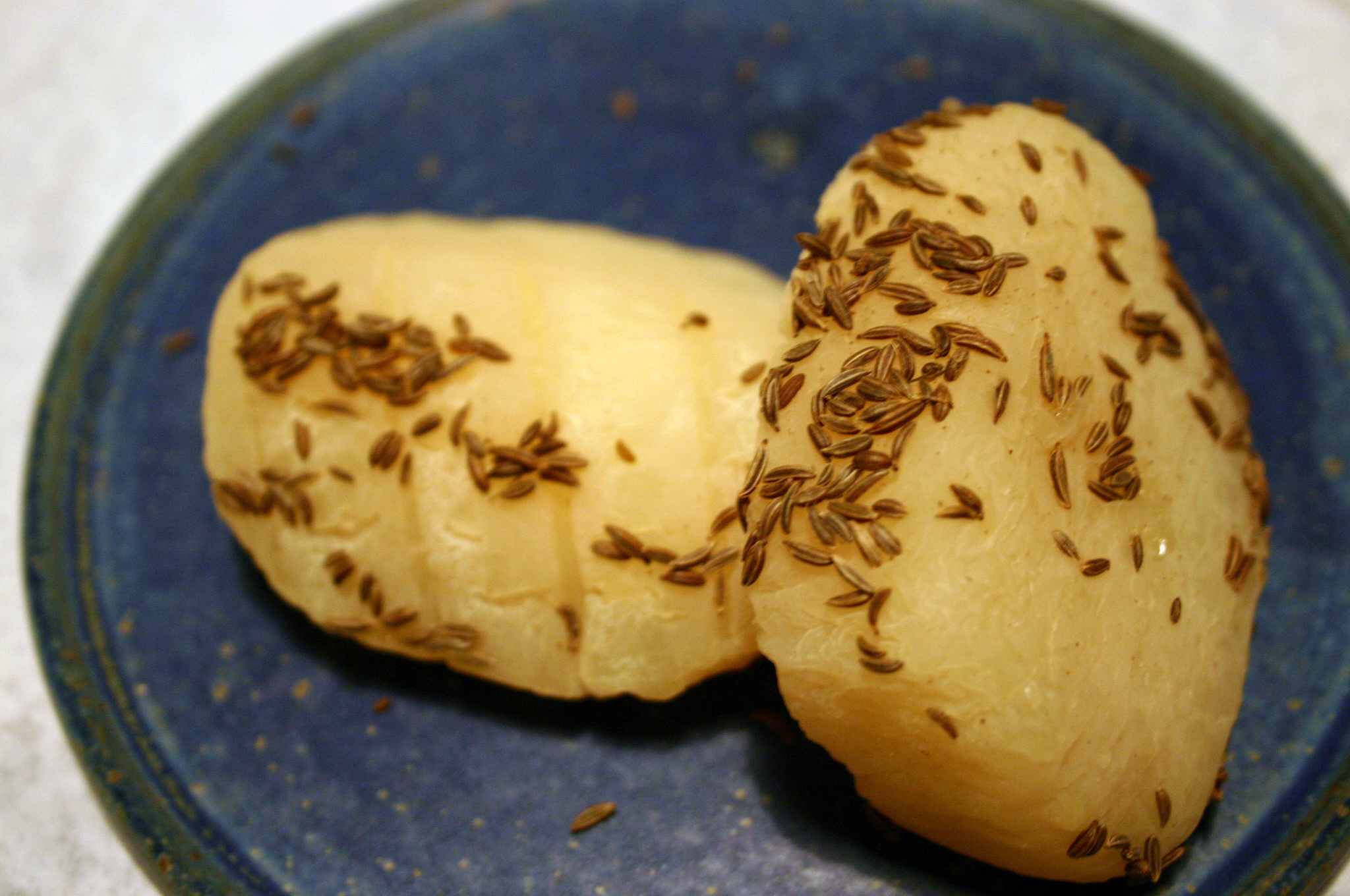
Gomółki żółtego sera z kminkiem

Gomółka – typ wiejskiego sera, na ogół w postaci niewielkich zbrylonych kawałków, dość miękkich lub mocno stwardniałych.  
Dawniejsze słownictwo określało tak „bryłkę z sera twarożnego, kukiełkę z twarogu”. Formowanie ich należało w Polsce do pradawnych sposobów wytwarzania sera twarogowego w kształcie osełek, o czym w swym gospodarskim poradniku wspominał ks. Kluk: „w serwatce przegotowanej znajdzie się zawsze twaróg, z którego porobią się gomółki na rozchód pospolity“. 
Zwykle solony, często z dodatkiem kminku, wyrób ten mógł stanowić zarówno rodzaj przekąski, jak i samodzielną potrawę. W dawnych czasach serowe gomółki suszone „na kamień” przechowywano całą zimę, tzn. w okresie braku mleka; nadawały się do spożycia po utarciu.
W potocznym słownictwie określano tak kulistą bądź owalną bryłkę miękkiej masy (zwykle mięsa lub sera). 